# Sainte-Reine (Savoie)
Sainte-Reine is een gemeente in het Franse departement Savoie (regio Auvergne-Rhône-Alpes) en telt 138 inwoners (2004). De plaats maakt deel uit van het arrondissement Chambéry.

## Geografie
De oppervlakte van Sainte-Reine bedraagt 15,3 km², de bevolkingsdichtheid is 9,0 inwoners per km².
De onderstaande kaart toont de ligging van Sainte-Reine (Savoie) met de belangrijkste infrastructuur en aangrenzende gemeenten.

## Demografie
Onderstaande figuur toont het verloop van het inwonertal (bron: INSEE-tellingen).